# Adriányi Gábor
| Adriányi Gábor                            | Adriányi Gábor                                              |
| Kattints az alábbi külső linkek egyikére! | Kattints az alábbi külső linkek egyikére!                   |
| ----------------------------------------- | ----------------------------------------------------------- |
| Nem található szabad kép.(?)              |                                                             |
| külső link · jogvédett                    | Adriányi Gábor. Mindszenty Alapítvány. 2016. szeptember 24. |

Adriányi Gábor (Nagykanizsa, 1935. március 31. – 2024. augusztus 10.) római katolikus pap, egyháztörténész, a Magyar Tudományos Akadémia külső tagja, Szent Mária Magdolnáról nevezett felsőörsi prépost.

## Életpályája
Gimnáziumi tanulmányait Esztergomban, a Temesvári Pelbárt Ferences Gimnáziumban kezdte el, majd 1952 és 1954 között az Óbudai Árpád Gimnázium diákja volt, ahol 1954-ben kitüntetéssel érettségizett. Középiskolai tanulmányai után papnövendéknek jelentkezett, s a Központi Papnevelő Intézet növendéke lett. 1951-ben, mivel kispaptársainak többségével együtt megtagadta a békepapi mozgalomban való részvételt állami nyomásra kizárták a szemináriumból. Tanulmányait titkokban folytatta, majd – pápai engedéllyel, szükséghelyzetre hivatkozással magyarországi egyházmegyei inkardináció nélkül, a Római Szent Egyház szolgálatára – Zadravecz István püspök titokban 1960-ban pappá szentelte.
Lelkipásztori tevékenységét titokban végezte, állandó megfigyelés alatt. 1961-ben a letartóztatás veszélye elől sikerült Németországon keresztül Rómába jutnia, ahol a Pápai Magyar Intézet növendéke lett, és a Szent Tamás Egyetemen szerzett egyháztörténeti doktorátust.
Egyetemi tanári pályafutását 1971-ben a Bonni Egyetem Egyháztörténeti Karán kezdte meg, mint magántanár. 1976 óta ugyanott tanszékvezető tanár, az Egyháztörténeti Intézet igazgatója. Címzetes kanonok, a francia Palmes Academiques rend lovagja, a varsói Kardynal Wyszynski Egyetem tiszteletbeli doktora, a Magyar Tudományos Akadémia külső tagja (Filozófiai és Történettudományok Osztály), valamint a Nemzetközi Magyar Filológiai Társaság tagja. 2016. augusztus 21-én Márfi Gyula veszprémi érsek munkássága elismeréseként a Szent Mária Magdolnáról nevezett felsőörsi prépostsággal jutalmazta.

### Munkássága
Magyarországon kezdetben csak könyvein keresztül, majd a rendszerváltozást követően személyesen is komoly hatást gyakorolhatott a teológia és az egyháztörténet művelésére. Szakterülete a katolikus egyház története Magyarországon; a magyar katolikus egyház speciális történeti problémái a XIX. és a XX. században; a Vatikán keleti politikája Magyarországgal szemben. 1971-től a müncheni Ungarn-Jahrbuch társszerkesztője. Magyarul a Katolikus Szemlében, az Új Látóhatárban, a Mérlegben, az Életünkben, németül az Ungarn-Jahrbuchban és más német nyelvű folyóiratokban publikált. 1973 óta szerkeszti és kiadja a Dissertationes Hungaricae ex historia Ecclesiae nevű egyháztörténeti sorozatot. Számos egyháztörténeti könyv és lexikon szerzője és szerkesztője.
Akadémiai székfoglalóját 2016. december 8-án tartotta meg "A magyar kormány intervenciója az I. vatikáni zsinatot 1870-ben" címmel.

## Művei
- Die Stellung der ungarischen Kirche zum österreichischen Konkordat von 1855; Detti, Roma, 1963
- Fünfzig Jahre ungarischer Kirchengeschichte. 1895-1945; Hase und Koehler, Mainz, 1974 (Studia Hungarica)
- Festschrift für Bernhard Stasiewski. Beiträge zur ostdeutschen und osteuropäischen Kirchengeschichte; szerk. Adriányi Gábor, Joseph Gottschalk; Böhlau, Köln–Wien, 1975
- Augustinus Theiner (1874) und die "Vetera monumenta historica Hungariam sacram illustrantia"; Lax, Hildesheim, 1975
- Ungarn und das 1. Vaticanum; Böhlau, Köln–Weimar–Wien, 1975
- Az egyháztörténet kézikönyve; Aurora, München, 1975 (Dissertationes Hungaricae ex historia Ecclesiae)
- Die Führung der Kirche in den sozialistischen Staaten Europas; szerk. Adriányi Gábor; Berchman, München, 1979 (Sammlung Wissenschaft und Gegenwart)
- Apostolat der Priester- und Ordensberufe. Ein Beitrag zur Geschichte des deutschen Katholizismus im XX. Jahrhundert; Böhlau, Köln–Wien, 1979
- Beiträge zur Kirchengeschichte Ungarns; Trofenik, München, 1986 (Studia Hungarica)
- Geschichte der Kirche Osteuropas im 20. Jahrhundert; Schöningh, Paderborn, 1992
- Prohászka és római index; Szent István Társulat, Bp., 2002
- Die Ostpolitik des Vatikans 1958-1978 gegenüber Ungarn. Der Fall Kardinal Mindszenty; Schäfer, Herne, 2003 (Studien zur Geschichte Ost- und Ostmitteleuropas)
- Kleine Kirchengeschichte Ungarns; Schäfer, Herne 2003 (Studien zur Geschichte Ungarns)
- Geschichte der katholischen Kirche in Ungarn; Böhlau, Köln–Weimar–Wien, 2004 (Bonner Beiträge zur Kirchengeschichte)
- A Vatikán keleti politikája és Magyarország, 1939-1978. A Mindszenty-ügy; Kairosz, Bp., 2004
- Adriányi Gábor–Csíky Balázs: Nyisztor Zoltán; Argumentum, Bp., 2005 (Dissertationes Hungaricae ex historia ecclesiae)
- A katolikus egyház története a XX. században Kelet-, Közép-kelet és Dél-Európában; Kairosz, Bp., 2005
- Egy élet nyomában. Önéletrajz; Kairosz, Bp., 2007
- A Bach-korszak katolikus egyházpolitikája, 1849–1859; Kairosz, Bp., 2009
- Documenta Vaticana. Historiam autonomiae catholicae in Hungaria illustrantia; Argumentum, Bp., 2011 (Dissertationes Hungaricae ex historia ecclesiae)
- Az 1863. évi kalocsai tartományi zsinat; bev., vál., jegyz. Adriányi Gábor, sajtó alá rend. Bárány Zsófia; MTA BTK Történettudományi Intézet, Bp., 2015 + DVD (Magyar történelmi emlékek. Okmánytárak Egyháztörténeti források)
- Esztergomi zsinatok a 19-20. században; összeáll., tan., jegyz. Adriányi Gábor; MTA BTK TTI, Bp., 2017 + CD-ROM (Magyar történelmi emlékek. Okmánytárak. Egyháztörténeti források)
- Glaube und Freiheit im Einklang. Auf den Spuren eines Lebens (Egy élet nyomában); szerk. Reimund Haas, Hermann-Josef Scheidgen, Gustav-Siewerth-Akademie, Köln, 2019

## Díjai
- Fraknói Vilmos-díj (2005)
- A Magyar Érdemrend tisztikeresztje (2015)
- Szabadság hőse emlékérem